# Bourse de Bahreïn
La Bourse de Bahreïn fut ouverte en 1989 avec 29 compagnies cotées. Elle se caractérise par une absence totale de taxe[réf. nécessaire].